# Pseudolmedia gentryi
Pseudolmedia gentryi là một loài thực vật có hoa trong họ Moraceae. Loài này được C.C. Berg miêu tả khoa học đầu tiên năm 1998.